# 艾因本提利
艾因本提利（阿拉伯语：‎）是毛里塔尼亚东北部的一个村庄要塞，属提里斯-宰穆尔省管辖，临近西撒哈拉边境。

## 历史
1934年，法国军队为平定已占领的撒哈拉地带，同时为占领撒哈拉内部地区（如廷杜夫、斯马拉）的计划铺路，在“General Trinquet”的带领下，修建了艾因本提利的要塞。

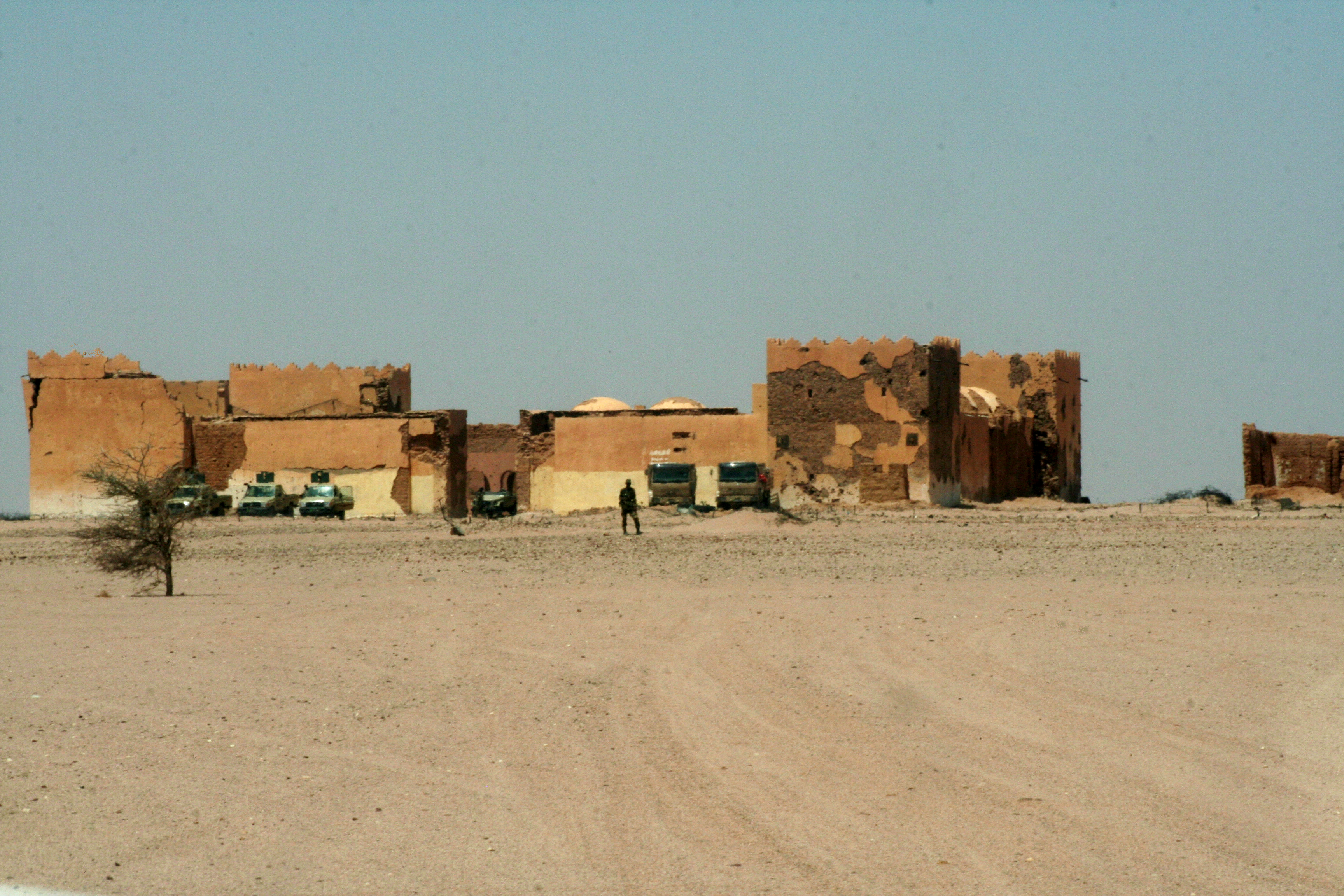
2010年五月，要塞的照片

1961年，要塞交还毛里塔尼亚管理，毛里塔尼亚在此地驻扎有防御部队。1976年1月20日，西撒人阵包围并攻击了艾因本提利，杀死几名在此站岗的毛里塔尼亚士兵。在此次袭击中，一名毛里塔尼亚指挥官（Soueidatt Ould Weddad）身亡，前来支援的摩洛哥F-5战斗机也被西撒人阵击落。摩洛哥军队于1977年占领该地，但因难以抵抗西撒人阵的突袭，在两年后撤出。
1991年，在联合国的调解下，摩洛哥和西撒人阵停火。村庄有时作为联合国西撒哈拉全民投票特派团维和部队的休整地点。
目前艾因本提利由毛里塔尼亚军方管理，以防止马里北部的基地组织人员侵扰毛里塔尼亚边境和进行走私活动。